# Karl Gripp

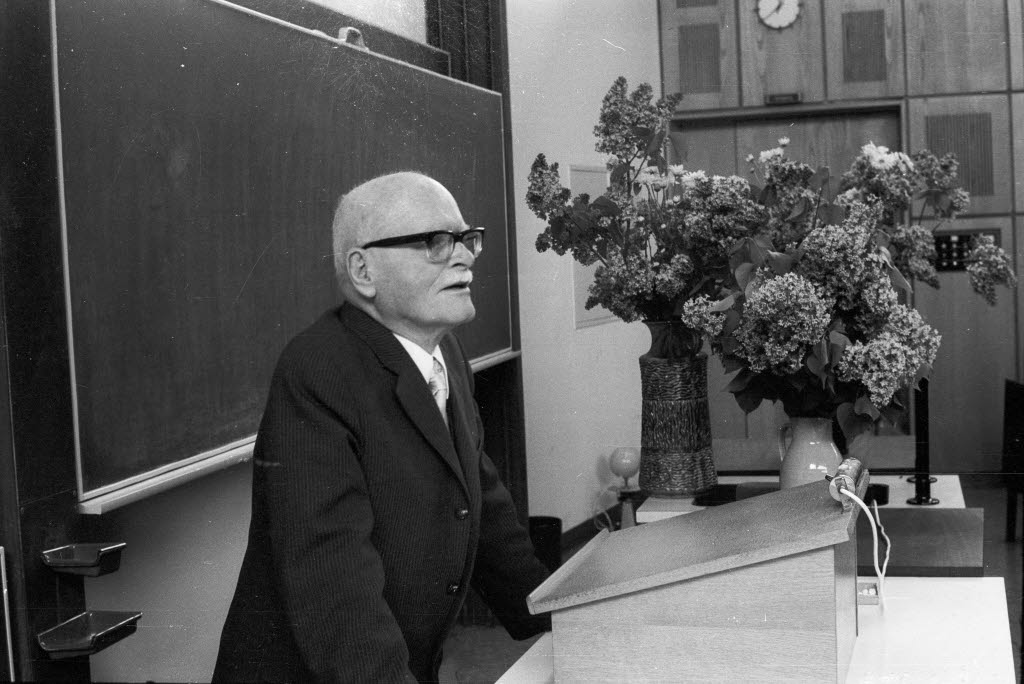
Karl Gripp (1976)

Karl Christian Johannes Gripp (* 21. April 1891 in Hamburg; † 26. Februar 1985 in Lübeck) war ein deutscher Geologe.

## Leben
Gripp studierte ab 1910 an der Universität Göttingen, in Grenoble und an der Universität Kiel, wo er 1914 bei Ewald Wüst (1875–1934) promoviert wurde (Über das marine Altmiozän im Nordseebecken). 1920 wurde er an der Universität Hamburg habilitiert (Steigt das Salz zu Lüneburg, Langenfelde und Segeberg episodisch oder kontinuierlich ?). 1927 wurde er außerordentlicher Professor für Geologie in Hamburg, aber 1934 aus – wie er selber erklärte – politischen Gründen in den Ruhestand versetzt. 1940 wurde er außerplanmäßiger Professor in Kiel (für diluviale Vorgeschichte), wo er 1943 nach der Einberufung von Kurt Fiege in dessen Vertretung Leiter des Geologischen Instituts war. 1945 wurde er ordentlicher Professor in Kiel, wo er bis zu seiner Emeritierung 1958 Direktor des Geologischen Instituts der Universität war. Auch nach seiner Pensionierung blieb er wissenschaftlich aktiv.
Er erforschte unter anderem die tertiären und pleistozänen Vorgänger der heutigen Nordsee und die Eiszeiten in Norddeutschland, wobei er auch vergleichende Studien in der heutigen Arktis betrieb. 1925 und 1927 unternahm er Expeditionen nach Spitzbergen und 1930 nach Grönland. Er war 1913 ein Pionier der Erforschung von Höhlenbildung im Gipskarst am Beispiel des Kalkbergs von Bad Segeberg.
In den 1950er Jahren trat er als Gegner der Atlantis-Theorie von Jürgen Spanuth öffentlich hervor.
Gripp war Mitglied der Arbeitsgemeinschaft norddeutscher Geologen. In Kiel war er Gründer der geologischen Zeitschrift Meyniana. 1968 erhielt er die Albrecht-Penck-Medaille.
Ein Teilnachlass Gripps, bestehend aus den Tagebüchern und Fotografien der von Gripp geleiteten Expeditionen nach Spitzbergen und Grönland (1925–1930), befindet sich im Archiv für Geographie des Leibniz-Instituts für Länderkunde in Leipzig.

## Schriften
- Über den Gipsberg in Segeberg und die in ihm vorhandene Höhle. In: Jahrbuch der Hamburgischen Wissenschaftlichen Anstalten, Bd. 30 (1912), 6, S. 35–51.
- Beiträge zur Geologie von Mazedonien. Friederichsen, Hamburg 1922 (Abhandlungen aus dem Gebiet der Auslandskunde, Band 7, Reihe C, Naturwiss., Band 3).
- Über die äußerste Grenze der letzten Vereisung in Nordwestdeutschland. In: Mitteilungen Geographische Gesellschaft Hamburg, Band 36, 1924, S. 159–245.
- Neues über die Entstehung der Höhle im Gipsberg zu Segeberg. In: Die Heimat. Monatsschrift des Vereins zur Pflege der Natur- und Landeskunde in Schleswig-Holstein, Hamburg, Lübeck und dem Fürstentum Lübeck. Bd. 41 (1931), Nr. 11, November 1931, S. 234–237 (Digitalisat).
- Geologie von Hamburg und seiner näheren und weiteren Umgebung. Gesellschaft der Freunde des Vaterländischen Erziehungswesens, Hamburg 1933.
- mit Ferdinand Dewers und Fritz Overbeck: Das Känozoikum in Niedersachsen (Tertiär, Diluvium, Alluvium und Moore). Stalling, Oldenburg 1941 (Geologie und Lagerstätten Niedersachsens; Bd. 3. Das Känozoikum in Niedersachsen; 3) (Forschungen zur Landes- und Volkskunde. 1, Natur, Wirtschaft, Siedlung und Planung; 3) (Schriften der Wirtschaftswissenschaftlichen Gesellschaft zum Studium Niedersachsens; 3).
- Eider und Elbe. Ein erdgeschichtlicher Vergleich. Wachholtz Verlag, Neumünster 1941.
- Entstehung der diluvialen Grundmoränenlandschaften und die Frage nach deren rezenten Äquivalenten in der Arktis. Borntraeger, Berlin-Zehlendorf 1942.
- Entstehung und künftige Entwicklung der Deutschen Bucht. In: Aus dem Archiv der Deutschen Seewarte und Marine-Observatorium, Hamburg, Band 63 (1944), Heft 2, S. 1–45.
- Glazialmorphologie und geologische Kartierung. Zugleich eine Deutung der Oberflächenformen Ost-Holsteins. In: Zeitschrift der deutschen Geologischen Gesellschaft, Bd. 99 (1949), S. 190–205.
- Die deutsche Nordsee und ihre zwei eiszeitlichen Vorgänger. In: Abhandlungen des Naturwissenschaftlichen Vereins Bremen, Bd. 33 (1952), S. 5–18.
- Neues über den Gipsberg und die Höhle zu Segeberg. In: Heimatkundliches Jahrbuch für den Kreis Segeberg, 1963, S. 97–107.
- Erdgeschichte von Schleswig-Holstein. Wachholtz Verlag, Neumünster 1964.
- Über die Entstehung der Fjorde. In: Eiszeitalter und Gegenwart, Bd. 22 (1972), S. 131.
- Untermoräne-Grundmoräne-Grundmoränenlandschaft. In: Eiszeitalter und Gegenwart, Bd. 25 (1974), S. 5–9.
- 100 Jahre Untersuchungen über das Geschehen am Rande des nordeuropäischen Inlandeises. In: Eiszeitalter und Gegenwart, Bd. 26 (1975), S. 31–73, Nachtrag Band 28, S. 218.